# Relaciones Kazajistán-Venezuela
Las relaciones Kazajistán-Venezuela se refieren a las relaciones internacionales que existen entre Kazajistán y Venezuela.

## Historia
En 2015 Kazajistán se adhirió a la Convención Interamericana sobre Asistencia Mutua en Materia Penal, la cual fue ratificada en septiembre por el Senado de Kazajistán; la convención une a 26 países, incluyendo a Venezuela.
El 9 de septiembre de 2017 el presidente venezolano Nicolás Maduro realizó una visita oficial a Kazajistán para participar en la I Cumbre de la Organización para la Cooperación Islámica y en la clausura de la Expo Astaná 2017. Maduro fue recibido por el ministro de energía kasajo, Kanat Bozumbayev, y por el vicealcalde de Astaná, y llegó acompañado por la primera dama Cilia Flores, el canciller venezolano Jorge Arreaza y por una delegación de constituyentes encabezada por Adán Chávez. Durante su visita, Maduro se reunió con el presidente de Kazajistán, Nursultán Nazarbáyev.
El 28 de junio de 2019 el presidente de Kazajistán Kasim-Yomart Tokaev recibió las credenciales del embajador designado por Venezuela en el país, Enrique Antonio Acuña Mendoza.
Durante la visita a Moscú en mayo de 2025, Nicolás Maduro se reunió con su homólogo de Kazajistán, Kasim-Yomart Tokáev, con el propósito de fortalecer los lazos de cooperación entre ambas naciones, Maduro busca ampliar la cooperación con la empresa estatal KazMunayGas ya que este país cuenta con el 50% de las reservas de petróleo y gas del mar Caspio.

## Misiones diplomáticas
- Venezuela cuenta con una embajada en Astaná.[6]